# (33367) 1999 BD8
1999 BD8 (asteroide 33367) é um asteroide da cintura principal. Possui uma excentricidade de 0.10543300 e uma inclinação de 6.29568º.
Este asteroide foi descoberto no dia 22 de janeiro de 1999 por Korado Korlević em Visnjan.